# Dogrel
Dogrel és l'àlbum d'estudi debut de la banda post-punk de Dublín Fontaines D.C. Va ser llançat per Partisan Records el 12 d'abril de 2019 en formats casset, CD, descàrrega digital i vinil. L'àlbum va ser nominat com a Àlbum de l'any al Premi Choice Music i al Premi Mercury el 2019.

## Recepció crítica
En el seu llançament, Dogrel va rebre l'aclamació universal dels crítics de música contemporània. Al lloc web de l'agregador de ressenyes Metacritic, Dogrel té una puntuació mitjana ponderada de 86 sobre 100 que indica "aclamació universal" basada en 17 ressenyes de crítics. Al lloc web de l'agregador de ressenyes. AnyDecentMusic?, l'àlbum té una puntuació mitjana de 8,5 sobre 10.
Ben Beaumont-Thomas, escrivint per a The Guardian, va elogiar la lletra de l'àlbum, afirmant que "aquest és el tipus de qualitat d'escriptura de cançons que les bandes poden trigar anys a assolir, o no arribar mai: brillant de dalt a baix." Tom Connock de NME va afirmar que "els trobadors irlandesos vénen bé en un àlbum debut que ofereix tant la veu narrativa d'un narrador com una nova visió gruixuda de la desil·lusió juvenil." Escrivint per The Skinny, Robin Murray va elogiar específicament la multitud d'emocions que provoca l'àlbum. Murray va dir que "Dogrel se sent alhora aclaparador i tendre, càustic i calmant, una explosió de ràbia de la classe obrera que es va articular tot conservant el seu udol primigeni."
Escrivint per Pitchfork, Stuart Berman comparava Dogrel així com Fontaines DC amb els grups postpunk britànics contemporanis, IDLES i Shame, tot i que Berman distingia Fontaines DC i Dogrel de les dues bandes. Berman va dir que "Fontaines DC no s'alimenta ni del fervor revolucionari IDLES ni del disgust de Shame. No s'estenen contra l'estat actual de les coses lamentant les comunitats locals i la cultura en perill de ser arrossegafrs per la marxa de la modernitat". Berman considerava que "la seva història d'origen és tan pintoresca i anacrònica, que s'aproxima al flâneur cosplay, amb el quintet suposadament unit per un amor mutu per la poesia de James Joyce i les nits de pub que passaven gargotejant i recitant versos els uns als altres. Aquest enfocament de la vella escola troba el seu anàleg en un atac cru i robust de dues guitarres que és més sorollós que irregular, fent un gest de cap al garatge dels anys 60, el surf i el rock'n'roll dels anys 60 mentre projecta una fúria de confrontació. Fontaines DC és molt una banda postpunk que reclama una certa innocència prepunk."

L'àlbum va ser nominat per al Premi Mercury de 2019 i al Premi Choice Music.

## Llista de cançons
Tots els temes estan escrits i interpretats per Fontaines D.C.
| Núm.          | Títol                     | Durada |
| ------------- | ------------------------- | ------ |
| 1.            | «Big»                     | 1:45   |
| 2.            | «Sha Sha Sha»             | 2:30   |
| 3.            | «Too Real»                | 4:08   |
| 4.            | «Television Screens»      | 4:00   |
| 5.            | «Hurricane Laughter»      | 4:50   |
| 6.            | «Roy's Tune»              | 3:00   |
| 7.            | «The Lotts»               | 4:56   |
| 8.            | «Chequeless Reckless»     | 2:15   |
| 9.            | «Liberty Belle»           | 2:32   |
| 10.           | «Boys in the Better Land» | 5:00   |
| 11.           | «Dublin City Sky»         | 4:52   |
| Durada total: | Durada total:             | 39:48  |

## Personal
Crèdits adaptats de les notes de Dogrel.
Fontaines D.C.
- Grian Chatten – veus (1–11), tamborí (1–11)
- Carlos O'Connell – guitarra (1–11), guitarra baríton (1), piano (3), Buchla Music Easel (5), cors (9)
- Conor Curley – guitarar (1–11), guitarra baríton (8, 10), guitarra Nashville (4), òrgan de corda (5), cors (8, 9)
- Tom Coll – bateria (1–11), tamborí (8, 10), percussions (2)
- Conor Deegan – baix (1–11), piano (4), guitarra baríton (5), guitarra surf (8), Jupiter synth (7), cors (8)

Personal addicional
- Dan Carey – productor, mescles swarmatron (3, 5, 7), arpeggiator (7)
- Alexis Smith – enginyer d'àudio
- Christina Wright – masterització

Treball artistic
- Bruce Davidson – fotografia (coberta)
- Richard Dumas – fotografia (interior)
- Matt de Jong – disseny

## Llistes
| Llista (2019)                        | Posició més alta |
| ------------------------------------ | ---------------- |
| Bèlgica àlbums (Ultratop Flanders)   | 88               |
| Bèlgica àlbums (Ultratop Wallonia)   | 163              |
| Països Baixos àlbums (Album Top 100) | 93               |
| Àlbums Francesos (SNEP)              | 75               |
| Alemanya àlbums (Offizielle Top 100) | 92               |
| Irlanda àlbums (IRMA)                | 4                |
| Escòcia (OCC)                        | 4                |
| UK Albums (OCC)                      | 9                |

## Història de l'estrena
| Regió        | Data               | Format                                |
| ------------ | ------------------ | ------------------------------------- |
| Diversos     | 12 d'abril de 2019 | Casset, CD, descàrrega digital, vinil |
| Estats Units | 26 d'abril de 2019 | CD, vinil                             |